# Гришино (Галичский район)
Гришино — село в Ореховском сельском поселении Галичского района Костромской области России.

## География
Село расположено на берегу реки Тойга.

## История
Согласно Спискам населенных мест Российской империи в 1872 году деревня Гришино относилась к 1 стану Галичского уезда Костромской губернии. В ней числилось 2 двора, проживало 7 мужчин и 3 женщины. Недалеко располагалась усадьба Гришино, в которой имелся 1 двор, проживало 14 мужчин и 14 женщин.
Согласно переписи населения 1897 года в деревне Гришино проживало 27 человек (10 мужчин и 17 женщин). В усадьбе Гришино проживало 14 человек (8 мужчин и 6 женщин).
Согласно Списку населенных мест Костромской губернии в 1907 году деревня относилась к Вознесенской волости Галичского уезда Костромской губернии. По сведениям волостного правления за 1907 год в ней числилось 4 крестьянских двора и 19 жителей. В деревне имелась кузница. В усадьбе Гришино числилось 3 двора и 14 жителей.
До муниципальной реформы 2010 года село входило в состав Унорожского сельского поселения.

## Население
| 2008 | 2010 | 2012 | 2014 |
| ---- | ---- | ---- | ---- |
| 0    | →0   | →0   | →0   |